# David Schweiner
David Schweiner (* 1. června 1994 Praha) je český plážový volejbalista. Spolu s Ondřejem Perušičem tvoří jednu z nejúspěšnějších dvojic v historii českého beachvolejbalu. Je mistrem světa z roku 2023, stříbrným medailistou z mistrovství Evropy 2022. a trojnásobným mistrem České republiky. Startoval na Letních olympijských hrách v v Tokiu 2021 a Paříž 2024.
V roce 2023 obsadili s Perušičem 16. místo v anketě polské tiskové agentury PAP o nejlepšího evropského sportovce. Ve stejné sezóně skončili druzí v anketě Sportovec roku České republiky, za wimbledonskou vítězkou Markétou Vondroušovou. Za vítězství na mistrovství světa obdrželi Cenu Gutha-Jarkovského a byli uvedeni do Síně slávy Českého volejbalového svazu.

## Studium
V roce 2024 absolvoval Vysokou školu ekonomickou v Praze, kde získal titul inženýra v oboru finance a účetnictví (specializace zdanění a daňová politika).

## Sportovní kariéra

### Začátky
Sportovní kariéru začal jako tenista v klubu SK Kometa Praha. Ve 14 letech přešel na šestkový volejbal, později nastupoval za SK Prosek, SK Dansport Praha a VK Benátky nad Jizerou. Po nedostatku herního vytížení se ve dvaceti letech začal věnovat plážovému volejbalu, kterému zůstal věrný.

### 2014–2015
S plážovým volejbalem začínal v Beachclubu Strahov, kde působí dosud. První oficiální turnaj absolvoval 28. června 2014 s Martinem Piherou. V roce 2015 s ním získal stříbro na mistrovství ČR do 22 let. V září 2015 vytvořil dvojici s Ondřejem Perušičem, s nímž dosáhl třetího místa na turnaji MEVZA v Pelhřimově.

### 2016–2019
Dvojice Perušič–Schweiner začala pravidelně startovat na mezinárodních turnajích se záměrem kvalifikovat se na olympijské hry v Tokiu. V roce 2016 odehráli čtyři zahraniční turnaje a stali se halovými mistry ČR. Ve spolupráci s Českým volejbalovým svazem a díky podpoře otce Ondřeje (Boris Perušič ml.) se tým profesionalizoval a začal trénovat pod vedením italského kouče Andrey Tomatise.
V roce 2017 dosáhli stříbra v Montpellier, vyhráli MEVZA turnaj a získali druhé místo na mistrovství republiky. V roce 2018 pokračovali v mezinárodních turnajích, jejich největším úspěchem bylo 2. místo na 3* turnaji v tureckém Mersinu, na domácím turnaji FIVB v Ostravě vybojovali 4. místo. V roce 2019 se účastnili prestižních turnajů kategorie 4* a 5*, skončili pátí na finále okruhu a získali stříbro v Ostravě.

### 2020–2022
Pandemie COVID-19 ovlivnila sezónu 2020, přesto Schweiner získal první domácí titul. Na přeložené olympiádě v Tokiu 2021 obsadili s Perušičem 19. místo, přičemž kvůli pozitivnímu testu na COVID-19 u Perušiče museli vzdát úvodní zápas. V témže roce získali titul z turnaje v Dauhá (4*), bronz z Cancúnu a stříbro v Ostravě. Stříbro brali také na Tour finals v italské Cagliari.
Rok 2022 byl pro dvojici "ročníkem stříbrným" – získali stříbro v Itapemě, Gstaadu, Ostravě a na mistrovství Evropy. Na mistrovství světa v Římě skončili na 17. místě.

### 2023
V olympijské kvalifikaci do Paříže 2024 zaznamenali vítězství v brazilské Uberlandii a čtvrté místo v Ostravě. Kvůli zranění Perušiče odehrál Schweiner ME s Tadeášem Trousilem (9. místo).  Po vyléčení Perušiče získali po roční přestávce domácí titul a stali se již potřetí mistry České republiky, před  mistrovstvím světa hráli ještě turnaj v Paříži, který vyhráli. Následovalo historicky úspěšné Mistrovství Světa v mexické Tlaxcale, na které se, kvůli vysoké nadmořské výšce, připravovali v hypoxických stanech. Do turnaje nevstoupili dobře, všechny členy české výpravy postupně napadla viróza. Ve skupině vyhráli pouze jeden zápas a o postupu do play-off rozhodly ostatní výsledky soupeřů. Od play-off už neprohráli ani jednou a ve finále porazili švédskou dvojici David Ahman a Jonatan Hellvig 21:15, 17:21, 15:13 a stali se tak historickými prvními mistry světa z České republiky a zajistili si také účast na olympijských hrách v Paříži.

### 2024
V olympijské sezóně odehráli pět turnajů, přičemž jediný titul získali ve Starých Jablonkách. Na olympiádě v Paříži dosáhli na dělené 9. místo. V závěru roku vyhráli turnaj Future v Brně. Schweiner se neúčastnil domácího šampionátu kvůli zranění. V prosinci zakončili sezónu 7. místem ve finále sezóny v Dauhá.

### 2025
Po tříměsíční pauze vyhráli Perušič a Schweiner turnaj kategorie Challenger v mexickém Yucatánu, bez ztráty setu. Následovalo 5. místo na turnaji Elite a vítězství v turecké Alanyi. Na domácím turnaji Elite v Ostravě získali bronzové medaile.

## Osobní život
David Schweiner je od 2. září 2022 ženatý s Nicole Schweiner (rozená Dostálová), s níž se seznámil při tréninku plážového volejbalu. Ve volném čase hraje golf, tenis, jezdí na kole a lyžuje. Je fanouškem fantasy literatury, zejména tvorby J. R. R. Tolkiena. Jeho rodiče Marcela a Pavel nejsou sportovci a jsou rozvedení.

## Ocenění a vybrané úspěchy
- Mistr světa (2023)
- Stříbro z mistrovství Evropy (2022)
- Trojnásobný mistr České republiky (2020, 2021, 2023)
- Účastník OH 2020 (19. místo), OH 2024 (9. místo)
- Cena Gutha-Jarkovského (2023)
- 1. místo v anketě Sportovec roku ČR (2023)
- Uvedení do Síně slávy Českého volejbalového svazu (2024)